# Hilibadalu (Ulugawo)
Hilibadalu is een bestuurslaag in het regentschap Nias van de provincie Noord-Sumatra, Indonesië. Hilibadalu telt 454 inwoners (volkstelling 2010).